# Article 92 de la Constitution belge
L'article 92 de la Constitution belge fait partie du titre III Des pouvoirs. Il prévoit le cas où l'héritier serait mineur au moment de la mort du Roi.
Il date du 7 février 1831 et était à l'origine — sous l'ancienne numérotation — l'article 81. Il n'a jamais été révisé.

## Texte
« Si, à la mort du Roi, son successeur est mineur, les deux Chambres se réunissent en une seule assemblée, à l'effet de pourvoir la régence et à la tutelle. »